# Søren Hansen (møbelfabrikant)
 Der er flere personer med dette navn, se Søren Hansen.
Søren Christian Hansen (8. april 1905 i København – 18. februar 1977) var en dansk møbelsnedker, møbelfabrikant og meddirektør for Fritz Hansen A/S.
Søren Hansen var søn af fabrikant, snedkermester Christian E. Hansen (død 1954) og hustru Marie Abelone f. Hansen (død 1938) og således sønnesøn af den Fritz Hansen, der i 1872 havde grundlagt virksomheden og i 1896 etableret Lillerød Savværk.
Han tog realeksamen 1921, stod i snedkerlære 1921-25 og fik fag- og handelsuddannelse i Frankrig og Sverige 1925-28. Han havde to brødre, og deres respektive uddannelser supplerede hinanden godt: Søren Hansen fik en handelsuddannelse, Fritz Hansen den yngre (1902-1987) var uddannet stolemager og Knud Marius Hansen (1911-?) blev forstmand.
Søren Hansen blev ansat i firmaet Fritz Hansen's Eftf. 1928 og blev sammen med broderen Fritz medindehaver 1933. Efter faderens død 1954 og firmaets omdannelse til aktieselskab i 1955 delte Søren Hansen firmaets ledelse med broderen Fritz. Begge blev direktører og medlemmer af bestyrelsen for dette, hvilket de begge var frem til 1975. Han var formand for bestyrelsen 1969-73. Han var tillige medindehaver af Lillerød Savværk fra 1955.
Søren Hansen kom i efterkrigstiden til at forme en moderne møbelproduktion i familiefirmaet i samarbejde med møbelarkitekter som Peter Hvidt og Orla Mølgaard-Nielsen (AX-stolen, 1950), Arne Jacobsen, Hans J. Wegner, Jørn Utzon samt Børge Mogensen. Hansen tegnede selv enkelte møbler. Disse arkitekters værker var med til at etableret Danish Design som et begreb i udlandet og med til at sætte Fritz Hansen A/S på landkortet.
Hansen var Ridder af Dannebrog af 1. grad og havde flere tillidsposter i kunsthåndværkets og -industriens organisationer: Han var medlem af bestyrelserne for Landsforeningen Dansk Kunsthåndværk 1942-70 (formand 1951-58), for Foreningen til Lærlinges Uddannelse i Håndværk og Industri 1944-64, for A/S til Opførelse af Boliger for Arbejdsklassen 1944, for Den Permanente Udstilling for Dansk Kunsthåndværk og Kunstindustri 1945-61 (formand 1959-61), Selskabet for Kunsthåndværkerskolens Venner 1953-72, Selskabet for Industriel Formgivning 1955-69, formand for komiteen for udstillinger i Danmarks Hus i Paris 1955-71, medlem af bestyrelsen for Danske Møbelproducenters Kvalitetsmærkning 1959-69 (formand 1961-68), medlem af Industrirådet 1961 og af dettes bestyrelse 1962-71 (viceformand 1965-66 og 1969-71), af bestyrelsen for Danmarks Nationalbanks Jubilæumsfond af 1968, Det danske Kunstindustrimuseum 1968, medlem af rådet for Dansk Møbelkontrol 1969-70 samt overordentligt medlem af Svenska Slöjdföreningen 1954 (tildelt foreningens store medalje 1955) og af Finska Konstflitföreningen 1956.
Tillige formand for Dansk Købestævnes komité for udstilling af kunsthåndværk og møbler til 1955, medlem af Komitéen for Udstillinger i Udlandet, af Erhvervenes Udstillingsudvalg, formand for A/S Dansk Oversøisk Finérværk, for Selskabet for Kunsthåndværkerskolen og medlem af repræsentantskabet for Det Danske Selskab og for Dansk Arbejde.
Han blev gift 21. september 1929 med Kirsten Schroeder (12. juni 1908 i København – ?), datter af arkitekt Rolf Schroeder og hustru Alma f. Eickhoff.